# Chỉ số phong hàn
Chỉ số phong hàn (WCI, từ tiếng Anh: Wind Chill Index) hay nhiệt độ phong hàn (WCT, từ tiếng Anh: Wind Chill Temperature) hoặc nhiệt độ tương đương phong hàn (WCET, từ tiếng Anh: Wind Chill Equivalent Temperature) là chỉ số hay nhiệt độ tính đến tác động của việc hạ thấp nhiệt độ cơ thể do luồng không khí có nhiệt độ thấp thổi qua.
Các giá trị của chỉ số phong hàn luôn luôn thấp hơn nhiệt độ không khí đối với các giá trị mà công thức tính toán hợp lệ. Khi nhiệt độ biểu kiến cao hơn nhiệt độ không khí, thay vì sử dụng chỉ số phong hàn thì người ta sử dụng chỉ số nóng bức.

## Giải thích
Bề mặt mất nhiệt thông qua truyền dẫn, bốc hơi, đối lưu và bức xạ. Tốc độ đối lưu phụ thuộc vào cả khác biệt về nhiệt độ giữa bề mặt và chất lưu xung quanh nó lẫn tốc độ của chất lưu đó liên quan đến bề mặt. Do đối lưu từ một bề mặt ấm hơn làm nóng không khí xung quanh nó, một lớp ranh giới cách ly bao gồm không khí nóng hình thành quanh bề mặt này. Không khí dịch chuyển phá vỡ lớp ranh giới này, hay vi khí hậu, cho phép không khí lạnh hơn thay thế không khí nóng tiếp xúc với bề mặt này. Tốc độ dịch chuyển không khí (hay gió) càng lớn thì bề mặt càng nhanh nguội hơn.

## Các cách tiếp cận
Có nhiều công thức để tính chỉ số phong hàn, vì không giống như nhiệt độ, chỉ số phong hàn không được chấp thuận rộng khắp theo các định nghĩa hay đo đạc tiêu chuẩn. Tất cả các công thức đều nhằm mục đích dự báo định tính tác động của gió tới nhiệt độ mà con người cảm nhận. Các dịch vụ thông tin thời tiết tại các quốc gia khác nhau sử dụng các tiêu chuẩn duy nhất đối với quốc gia hay khu vực của họ; chẳng hạn, các đơn vị hay tổ chức dự báo thời tiết tại Hoa Kỳ và Canada sử dụng mô hình được Cục Khí tượng quốc gia Hoa Kỳ (National Weather Service) chấp nhận. Mô hình này cũng thay đổi theo thời gian.
Các công thức và bảng tính chỉ số phong hàn đầu tiên được Paul Allman Siple và Charles F. Passel phát triển khi làm việc trong đoàn thám hiểm Nam Cực giai đoạn 1939-1941, trước Chiến tranh thế giới thứ hai và công bố dưới tên gọi Chỉ số phong hàn (WCI) vào năm 1945. Nó tồn tại không thay đổi tại một số nơi ở Bắc Mỹ cho tới thế kỷ 21. Nó dựa trên tốc độ làm nguội của một chai nhựa nhỏ hình trụ khi nước bên trong nó hóa thành băng trong khi nó được treo lơ lửng trong gió trên mái lều của đoàn thám hiểm, ở cùng một độ cao như của phong tốc kế. Cái gọi là chỉ số phong hàn này cung cấp một chỉ thị rất tốt về mức độ khắc nghiệt của thời tiết.
Tuy nhiên, vào giữa thập niên 1970 thì nhiệt độ tương đương phong hàn (WCET) hay nhiệt độ phong hàn (WCT) đã thay thế WCI tại phần lớn các khu vực ở Bắc Mỹ. WCT là nhiệt độ không khí được tính toán sao cho khi không có gió sẽ cho ra cùng một giá trị như WCI được tính toán từ điều kiện thực tế về nhiệt độ bầu khô và vận tốc gió. Khi lần đầu tiên được giới quân sự chấp nhận trong thập niên 1960 khái niệm không có gió để tính nhiệt độ phong hàn được hiểu như là vận tốc chuyển động của không khí bằng 0. Nhiệt độ tương đương được tính theo giả định này cường điệu lớn tác động của gió tới mức độ khắc nghiệt của thời tiết. Chẳng hạn, vận tốc gió 40 km/h kết hợp với nhiệt độ không khí -1 °C được tính là tương đương với -40 °C trong không khí lặng gió (Strategic Air Command, 1964).
Charles Eagan nhận ra rằng cả người lẫn không khí chẳng bao giờ là bất động hoàn toàn và ngay cả khi được coi là lặng gió thì vẫn có sự chuyển động nhất định của không khí. Ông định nghĩa lặng gió nghĩa là vận tốc gió tối thiểu bằng 1,78 mét trên giây (6,4 km/h; 4,0 mph), xấp xỉ bằng vận tốc gió tối thiểu làm cho chén của phong tốc kế có thể di chuyển để nó có thể đo. Thay đổi này nâng tất cả các WCT tới mức hợp lý hơn. Chẳng hạn, nó nâng WCT đầy vấn đề đối với tổ hợp vận tốc gió 40 km/h và nhiệt độ không khí -1 °C từ mức tương đương với -40 °C lên tương đương với -18 °C. Tuy nhiên, nhiều người vẫn tin rằng WCT vẫn cường điệu tác động của gió (như Bluestein (1998), Kessler (1993), Milan (1961), Osczevski (1995a, 1995b, 2000) và Steadman (1971) v.v..).

### Mô hình gốc
Cho đến thập niên 1970, những nơi lạnh nhất ở Canada thông báo chỉ số phong hàn gốc, là một con số với 3 hay 4 chữ số với đơn vị đo là kilocalor/giờ trên mét vuông. Mỗi cá nhân kiểm nghiệm thang đo của các con số này theo kinh nghiệm cá nhân. Biểu đồ cũng cung cấp chỉ dẫn chung về tiện nghi và nguy hiểm thông qua các giá trị ngưỡng của chỉ số, ví dụ như 1400 là ngưỡng của phát cước.
Công thức gốc của chỉ số là:
{\displaystyle WCI=\left(10{\sqrt {v}}-v+10,5\right)\cdot \left(33-T_{\mathrm {a} }\right)}
trong đó:
- WCI = chỉ số phong hàn, tính bằng kcal/m²/h.
- v = vận tốc gió, tính bằng m/s.
- Ta = nhiệt độ không khí, tính bằng °C.

### Chỉ số phong hàn tại Bắc Mỹ và Vương quốc Anh
Tháng 11 năm 2001, Canada, Hoa Kỳ và Vương quốc Anh thực hiện chỉ số phong hàn mới do các nhà khoa học và chuyên gia y tế trong Nhóm hành động chung về các chỉ số nhiệt độ (Joint Action Group for Temperature Indices, JAG/TI) phát triển. Nó được xác định bằng cách lặp đi lặp lại mô hình nhiệt độ của da theo các mức nhiệt độ và vận tốc gió khác nhau, sử dụng các tương quan kỹ thuật tiêu chuẩn của vận tốc gió và tốc độ truyền nhiệt. Truyền nhiệt được tính toán với khuôn mặt trần hướng về phía gió và di chuyển với tốc độ 1,4 mét trên giây (5,0 km/h; 3,1 mph). Mô hình hiệu chỉnh vận tốc gió đo đạc chính thức với vận tốc gió ở độ cao của mặt, giả định rằng người đó đang ở giữa đồng không mông quạnh. Các kết quả của mô hình này có thể tính gần đúng trong phạm vi sai số 1 độ, từ công thức sau:
Công thức tính chỉ số phong hàn tiêu chuẩn của Bộ Môi trường và Biến đổi khí hậu Canada là:
{\displaystyle T_{\mathrm {wc} }=13,12+0,6215T_{\mathrm {a} }-11,37v^{+0,16}+0,3965T_{\mathrm {a} }v^{+0.16}}
trong đó Twc là chỉ số phong hàn, dựa theo thang nhiệt độ Celsius; Ta là nhiệt độ không khí tính bằng độ Celsius; v là vận tốc gió ở độ cao tiêu chuẩn  10 m (33 ft) của thiết bị đo gió, tính bằng kilomet trên giờ.
Khi nhiệt độ là −20 °C (−4 °F) và vận tốc gió là 5 km/h (3,1 mph) thì chỉ số phong hàn là −24. Nếu nhiệt độ vẫn duy trì ở −20 °C nhưng vận tốc gió tăng lên tới 30 km/h (19 mph) thì chỉ số phong hàn tụt xuống −33. Bảng chỉ số phong hàn dưới đây tính theo công thức của Bộ Môi trường và Biến đổi khí hậu Canada.
| 05 | 9,8 | +4,1 | −1,6 | 0−7,3 | −12,9 | −18,6 | −24,3 | −35,6 | −47,0 | −58,3 |
| 10 | 8,6 | +2,7 | −3,3 | 0−9,3 | −15,3 | −21,2 | −27,2 | −39,2 | −51,1 | −63,0 |
| 15 | 7,9 | +1,7 | −4,4 | −10,6 | −16,7 | −22,9 | −29,1 | −41,4 | −53.7 | −66,1 |
| 20 | 7,4 | +1,1 | −5,2 | −11,6 | −17,9 | −24,2 | −30,5 | −43,1 | −55,7 | −68,3 |
| 25 | 6,9 | +0,5 | −5,9 | −12,3 | −18,8 | −25,2 | −31,6 | −44,5 | −57,3 | −70,2 |
| 30 | 6,6 | +0,1 | −6,5 | −13,0 | −19,5 | −26,0 | −32,6 | −45,6 | −58,7 | −71,7 |
| 40 | 6,0 | −0,7 | −7,4 | −14,1 | −20,8 | −27,4 | −34,1 | −47,5 | −60,9 | −74,2 |
| 50 | 5,5 | −1,3 | −8,1 | −15,0 | −21,8 | −28,6 | −35,4 | −49,0 | −62,7 | −76,3 |
| 60 | 5,1 | −1,8 | −8,8 | −15,7 | −22,6 | −29,5 | −36,5 | −50,3 | −64,2 | −78,0 |
| Lưu ý: Các ô màu xanh lam là nhiệt độ có thể gây ra đông cứng dẫn tới tử vong trong vòng 30 phút hoặc ít hơn. Rủi ro bỏng lạnh (phát cước) khi nhiệt độ da xuống dưới −4,8 °C, ở mức này khoảng 5 % người bị phát cước. |     |      |      |       |       |       |       |       |       |       |

Công thức tương đương tính theo đơn vị đo lường tập quán Mỹ là:
{\displaystyle T_{\mathrm {wc} }=35,74+0,6215T_{\mathrm {a} }-35,75v^{+0,16}+0,4275T_{\mathrm {a} }v^{+0,16}\,\!}
trong đó Twc là chỉ số phong hàn dựa theo thang nhiệt độ Fahrenheit; Ta là nhiệt độ không khí tính bằng độ Fahrenheit, v là vận tốc gió tính bằng dặm trên giờ.
Nhiệt độ phong hàn chỉ được định nghĩa cho các nhiệt độ bằng hoặc thấp hơn 10 °C (50 °F) và vận tốc gió trên 4,8 kilômét trên giờ (3,0 mph).
Khi nhiệt độ không khí tụt xuống, tác động gây cảm giác lạnh rét của gió cũng tăng lên dù vận tốc không thay đổi. Chẳng hạn, gió với vận tốc 16 km/h (9,9 mph) sẽ hạ nhiệt độ biểu kiến ở nhiệt độ không khí −20 °C (−4 °F) nhiều hơn so với khi nhiệt độ không khí là −10 °C (14 °F).

Chỉ số phong hàn theo thang Celsius.
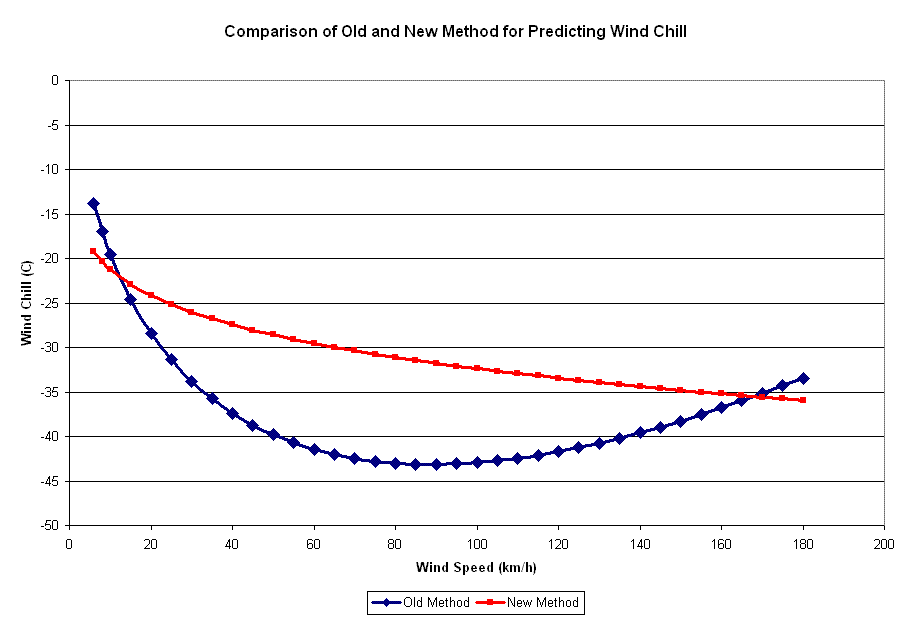
So sánh các giá trị phong hàn mới và cũ ở nhiệt độ không khí −15 °C (5 °F), đỏ là theo phương pháp mới, xanh là theo phương pháp cũ.
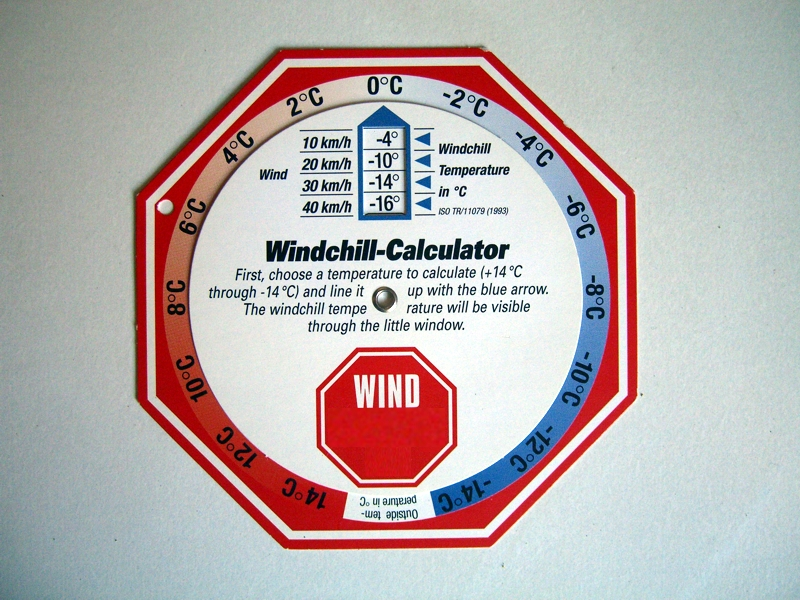
Thiết bị tính phong hàn.

WCET 2001 là tính toán trạng thái không thay đổi (ngoại trừ các ước tính thời gian bỏng lạnh). Có các khía cạnh phụ thuộc thời gian đáng kể đối với phong hàn do sự làm lạnh diễn ra nhanh nhất khi bắt đầu tiếp xúc, khi da còn ấm.

### Nhiệt độ biểu kiến kiểu Australia
Nhiệt độ biểu kiến (AT) kiểu Australia được nghĩ ra vào cuối thập niên 1970, được thiết kế để đo cảm giác nhiệt trong các điều kiện trong nhà. Nó được mở rộng vào đầu thập niên 1980 để bao gồm cả tác động của nắng và gió. Chỉ số AT sử dụng trong bài dựa theo mô hình toán học về một người trưởng thành đi bộ ngoài trời và trong bóng râm AT được định nghĩa như là nhiệt độ, ở mức độ ẩm tham chiếu, tạo ra cùng một sự không thoải mái mà con người phải chịu trong điều kiện nhiệt độ và độ ẩm bao quanh hiện tại.
Công thức tính tới tác động của nhiệt độ, độ ẩm và vận tốc gió là:
{\displaystyle \mathrm {AT} =T_{\mathrm {a} }+0,33P-0,7v-4,00}
Công thức tính tới tác động của nhiệt độ, độ ẩm, vận tốc gió và bức xạ mặt trời là:
{\displaystyle \mathrm {AT} =T_{\mathrm {a} }+0,348P-0,7v+0,7Q/(v+10)-4,25}
trong đó:
- Ta = nhiệt độ bầu khô, tính bằng °C.
- P = áp suất hơi nước, tính bằng hPa.
- v = vận tốc gió, tính bằng m/s ở độ cao 10 m.
- Q = bức xạ ròng hấp thụ trên một đơn vị diện tích bề mặt cơ thể, tính bằng W/m².

Áp suất hơi nước có thể tính từ nhiệt độ và độ ẩm tương đối theo phương trình:
{\displaystyle P={\frac {\mathrm {RH} }{100}}\cdot 6,105\cdot \exp {\left({\frac {17,27\cdot T_{\mathrm {a} }}{237,7+T_{\mathrm {a} }}}\right)}}
trong đó:
Ta = nhiệt độ bầu khô, tính bằng °C.
RH = độ ẩm tương đối, tính bằng %.
exp là hàm mũ cơ số tự nhiên (e).
Công thức Australia bao gồm cả yếu tố quan trọng là độ ẩm và hơi phức tạp hơn mô hình Bắc Mỹ đơn giản. Công thức Bắc Mỹ được thiết kế để áp dụng ở các mức nhiệt độ thấp tới −46 °C hay −50 °F khi các mức độ ẩm cũng là rất thấp. Phiên bản thời tiết nóng hơn của AT (1984) được Cục Khí tượng Quốc gia Hoa Kỳ sử dụng tại Mỹ. Tại Hoa Kỳ, phiên bản đơn giản này của AT được biết đến như là chỉ số nóng bức.